# Lista de mesorregiões e microrregiões do Piauí

Mapa do Piauí mostrando seus municípios agrupados em microrregiões, que por sua vez estão agrupadas em mesorregiões.

Esta é a lista de mesorregiões e microrregiões do Piauí, estado brasileiro da Região Nordeste do país. O estado do Piauí foi dividido geograficamente pelo IBGE em quatro mesorregiões, que por sua vez abrangiam 15 microrregiões, segundo o quadro vigente entre 1989 e 2017. Em 2017, o IBGE extinguiu as mesorregiões e microrregiões, criando um novo quadro regional brasileiro, com novas divisões geográficas denominadas, respectivamente, regiões geográficas intermediárias e imediatas.
De acordo com o IBGE, as quatro mesorregiões do Piauí eram: 1) Norte Piauiense integrada por duas microrregiões: Baixo Parnaíba Piauiense e Litoral Piauiense, que agrupavam 32 municípios; 2) Centro-Norte Piauiense integrada por quatro microrregiões: Campo Maior, Médio Parnaíba Piauiense, Teresina e Valença do Piauí, que agrupavam 64 municípios; 3) Sudeste Piauiense integrada por três microrregiões: Alto Médio Canindé, Picos e Pio IX, que agrupavam 66 municípios; e 4) Sudoeste Piauiense integrada por seis microrregiões: Alto Médio Gurgeia, Alto Parnaíba Piauiense, Bertolínia, Chapadas do Extremo Sul Piauiense, Floriano e São Raimundo Nonato, que agrupavam 62 municípios.

## Mesorregiões do Piauí
| Mesorregião            | Código | Número de municípios | Localização                       | Microrregiões            | Código |
| ---------------------- | ------ | -------------------- | --------------------------------- | ------------------------ | ------ |
| Norte Piauiense        | 01     | 32                   |                                   | Baixo Parnaíba Piauiense | 001    |
| Norte Piauiense        | 01     | 32                   | Litoral Piauiense                 | 002                      |        |
| Centro-Norte Piauiense | 02     | 64                   |                                   | Teresina                 | 003    |
| Centro-Norte Piauiense | 02     | 64                   | Campo Maior                       | 004                      |        |
| Centro-Norte Piauiense | 02     | 64                   | Médio Parnaíba Piauiense          | 005                      |        |
| Centro-Norte Piauiense | 02     | 64                   | Valença do Piauí                  | 006                      |        |
| Sudoeste Piauiense     | 03     | 62                   |                                   | Alto Parnaíba Piauiense  | 007    |
| Sudoeste Piauiense     | 03     | 62                   | Bertolínia                        | 008                      |        |
| Sudoeste Piauiense     | 03     | 62                   | Floriano                          | 009                      |        |
| Sudoeste Piauiense     | 03     | 62                   | Alto Médio Gurgueia               | 010                      |        |
| Sudoeste Piauiense     | 03     | 62                   | São Raimundo Nonato               | 011                      |        |
| Sudoeste Piauiense     | 03     | 62                   | Chapadas do Extremo Sul Piauiense | 012                      |        |
| Sudeste Piauiense      | 04     | 66                   |                                   | Picos                    | 013    |
| Sudeste Piauiense      | 04     | 66                   | Pio IX                            | 014                      |        |
| Sudeste Piauiense      | 04     | 66                   | Alto Médio Canindé                | 015                      |        |

## Microrregiões do Piauí divididas por mesorregiões

### Mesorregião do Norte Piauiense
| Microrregião             | Código | Localização                | Municípios             |
| ------------------------ | ------ | -------------------------- | ---------------------- |
| Baixo Parnaíba Piauiense | 001    |                            | Barras                 |
| Baixo Parnaíba Piauiense | 001    | Batalha                    |                        |
| Baixo Parnaíba Piauiense | 001    | Boa Hora                   |                        |
| Baixo Parnaíba Piauiense | 001    | Brasileira                 |                        |
| Baixo Parnaíba Piauiense | 001    | Cabeceiras do Piauí        |                        |
| Baixo Parnaíba Piauiense | 001    | Campo Largo do Piauí       |                        |
| Baixo Parnaíba Piauiense | 001    | Esperantina                |                        |
| Baixo Parnaíba Piauiense | 001    | Joaquim Pires              |                        |
| Baixo Parnaíba Piauiense | 001    | Joca Marques               |                        |
| Baixo Parnaíba Piauiense | 001    | Luzilândia                 |                        |
| Baixo Parnaíba Piauiense | 001    | Madeiro                    |                        |
| Baixo Parnaíba Piauiense | 001    | Matias Olímpio             |                        |
| Baixo Parnaíba Piauiense | 001    | Miguel Alves               |                        |
| Baixo Parnaíba Piauiense | 001    | Morro do Chapéu do Piauí   |                        |
| Baixo Parnaíba Piauiense | 001    | Nossa Senhora dos Remédios |                        |
| Baixo Parnaíba Piauiense | 001    | Piripiri                   |                        |
| Baixo Parnaíba Piauiense | 001    | Porto                      |                        |
| Baixo Parnaíba Piauiense | 001    | São João do Arraial        |                        |
| Litoral Piauiense        | 002    |                            | Bom Princípio do Piauí |
| Litoral Piauiense        | 002    | Buriti dos Lopes           |                        |
| Litoral Piauiense        | 002    | Cajueiro da Praia          |                        |
| Litoral Piauiense        | 002    | Caraúbas do Piauí          |                        |
| Litoral Piauiense        | 002    | Caxingó                    |                        |
| Litoral Piauiense        | 002    | Cocal                      |                        |
| Litoral Piauiense        | 002    | Cocal dos Alves            |                        |
| Litoral Piauiense        | 002    | Ilha Grande                |                        |
| Litoral Piauiense        | 002    | Luís Correia               |                        |
| Litoral Piauiense        | 002    | Murici dos Portelas        |                        |
| Litoral Piauiense        | 002    | Parnaíba                   |                        |
| Litoral Piauiense        | 002    | Piracuruca                 |                        |
| Litoral Piauiense        | 002    | São João da Fronteira      |                        |
| Litoral Piauiense        | 002    | São José do Divino         |                        |

### Mesorregião do Centro-Norte Piauiense
| Microrregião             | Código | Localização                | Municípios   |
| ------------------------ | ------ | -------------------------- | ------------ |
| Teresina                 | 003    |                            | Altos        |
| Teresina                 | 003    | Beneditinos                |              |
| Teresina                 | 003    | Coivaras                   |              |
| Teresina                 | 003    | Curralinhos                |              |
| Teresina                 | 003    | Demerval Lobão             |              |
| Teresina                 | 003    | José de Freitas            |              |
| Teresina                 | 003    | Lagoa Alegre               |              |
| Teresina                 | 003    | Lagoa do Piauí             |              |
| Teresina                 | 003    | Miguel Leão                |              |
| Teresina                 | 003    | Monsenhor Gil              |              |
| Teresina                 | 003    | Nazária                    |              |
| Teresina                 | 003    | Pau d'Arco do Piauí        |              |
| Teresina                 | 003    | Teresina                   |              |
| Teresina                 | 003    | União                      |              |
| Campo Maior              | 004    |                            | Alto Longá   |
| Campo Maior              | 004    | Assunção do Piauí          |              |
| Campo Maior              | 004    | Boqueirão do Piauí         |              |
| Campo Maior              | 004    | Buriti dos Montes          |              |
| Campo Maior              | 004    | Campo Maior                |              |
| Campo Maior              | 004    | Capitão de Campos          |              |
| Campo Maior              | 004    | Castelo do Piauí           |              |
| Campo Maior              | 004    | Cocal de Telha             |              |
| Campo Maior              | 004    | Domingos Mourão            |              |
| Campo Maior              | 004    | Jatobá do Piauí            |              |
| Campo Maior              | 004    | Juazeiro do Piauí          |              |
| Campo Maior              | 004    | Lagoa de São Francisco     |              |
| Campo Maior              | 004    | Milton Brandão             |              |
| Campo Maior              | 004    | Nossa Senhora de Nazaré    |              |
| Campo Maior              | 004    | Novo Santo Antônio         |              |
| Campo Maior              | 004    | Pedro II                   |              |
| Campo Maior              | 004    | São João da Serra          |              |
| Campo Maior              | 004    | São Miguel do Tapuio       |              |
| Campo Maior              | 004    | Sigefredo Pacheco          |              |
| Médio Parnaíba Piauiense | 005    |                            | Agricolândia |
| Médio Parnaíba Piauiense | 005    | Água Branca                |              |
| Médio Parnaíba Piauiense | 005    | Amarante                   |              |
| Médio Parnaíba Piauiense | 005    | Angical do Piauí           |              |
| Médio Parnaíba Piauiense | 005    | Arraial                    |              |
| Médio Parnaíba Piauiense | 005    | Barro Duro                 |              |
| Médio Parnaíba Piauiense | 005    | Francisco Ayres            |              |
| Médio Parnaíba Piauiense | 005    | Hugo Napoleão              |              |
| Médio Parnaíba Piauiense | 005    | Jardim do Mulato           |              |
| Médio Parnaíba Piauiense | 005    | Lagoinha do Piauí          |              |
| Médio Parnaíba Piauiense | 005    | Olho d'Água do Piauí       |              |
| Médio Parnaíba Piauiense | 005    | Palmeirais                 |              |
| Médio Parnaíba Piauiense | 005    | Passagem Franca do Piauí   |              |
| Médio Parnaíba Piauiense | 005    | Regeneração                |              |
| Médio Parnaíba Piauiense | 005    | Santo Antônio dos Milagres |              |
| Médio Parnaíba Piauiense | 005    | São Gonçalo do Piauí       |              |
| Médio Parnaíba Piauiense | 005    | São Pedro do Piauí         |              |
| Valença do Piauí         | 006    |                            | Aroazes      |
| Valença do Piauí         | 006    | Barra d'Alcântara          |              |
| Valença do Piauí         | 006    | Elesbão Veloso             |              |
| Valença do Piauí         | 006    | Francinópolis              |              |
| Valença do Piauí         | 006    | Inhuma                     |              |
| Valença do Piauí         | 006    | Lagoa do Sítio             |              |
| Valença do Piauí         | 006    | Novo Oriente do Piauí      |              |
| Valença do Piauí         | 006    | Pimenteiras                |              |
| Valença do Piauí         | 006    | Prata do Piauí             |              |
| Valença do Piauí         | 006    | Santa Cruz dos Milagres    |              |
| Valença do Piauí         | 006    | São Félix do Piauí         |              |
| Valença do Piauí         | 006    | São Miguel da Baixa Grande |              |
| Valença do Piauí         | 006    | Valença do Piauí           |              |
| Valença do Piauí         | 006    | Várzea Grande              |              |

### Mesorregião do Sudoeste Piauiense
| Microrregião                      | Código | Localização             | Municípios              |
| --------------------------------- | ------ | ----------------------- | ----------------------- |
| Alto Parnaíba Piauiense           | 007    |                         | Baixa Grande do Ribeiro |
| Alto Parnaíba Piauiense           | 007    | Ribeiro Gonçalves       |                         |
| Alto Parnaíba Piauiense           | 007    | Santa Filomena          |                         |
| Alto Parnaíba Piauiense           | 007    | Uruçuí                  |                         |
| Bertolínia                        | 008    |                         | Antônio Almeida         |
| Bertolínia                        | 008    | Bertolínia              |                         |
| Bertolínia                        | 008    | Colônia do Gurgueia     |                         |
| Bertolínia                        | 008    | Eliseu Martins          |                         |
| Bertolínia                        | 008    | Landri Sales            |                         |
| Bertolínia                        | 008    | Manoel Emídio           |                         |
| Bertolínia                        | 008    | Marcos Parente          |                         |
| Bertolínia                        | 008    | Porto Alegre do Piauí   |                         |
| Bertolínia                        | 008    | Sebastião Leal          |                         |
| Floriano                          | 009    |                         | Canavieira              |
| Floriano                          | 009    | Flores do Piauí         |                         |
| Floriano                          | 009    | Floriano                |                         |
| Floriano                          | 009    | Guadalupe               |                         |
| Floriano                          | 009    | Itaueira                |                         |
| Floriano                          | 009    | Jerumenha               |                         |
| Floriano                          | 009    | Nazaré do Piauí         |                         |
| Floriano                          | 009    | Pavussu                 |                         |
| Floriano                          | 009    | Rio Grande do Piauí     |                         |
| Floriano                          | 009    | São Francisco do Piauí  |                         |
| Floriano                          | 009    | São José do Peixe       |                         |
| Floriano                          | 009    | São Miguel do Fidalgo   |                         |
| Alto Médio Gurgueia               | 010    |                         | Alvorada do Gurgueia    |
| Alto Médio Gurgueia               | 010    | Barreiras do Piauí      |                         |
| Alto Médio Gurgueia               | 010    | Bom Jesus               |                         |
| Alto Médio Gurgueia               | 010    | Cristino Castro         |                         |
| Alto Médio Gurgueia               | 010    | Currais                 |                         |
| Alto Médio Gurgueia               | 010    | Gilbués                 |                         |
| Alto Médio Gurgueia               | 010    | Monte Alegre do Piauí   |                         |
| Alto Médio Gurgueia               | 010    | Palmeira do Piauí       |                         |
| Alto Médio Gurgueia               | 010    | Redenção do Gurgueia    |                         |
| Alto Médio Gurgueia               | 010    | Santa Luz               |                         |
| Alto Médio Gurgueia               | 010    | São Gonçalo do Gurgueia |                         |
| São Raimundo Nonato               | 011    |                         | Anísio de Abreu         |
| São Raimundo Nonato               | 011    | Bonfim do Piauí         |                         |
| São Raimundo Nonato               | 011    | Brejo do Piauí          |                         |
| São Raimundo Nonato               | 011    | Canto do Buriti         |                         |
| São Raimundo Nonato               | 011    | Caracol                 |                         |
| São Raimundo Nonato               | 011    | Coronel José Dias       |                         |
| São Raimundo Nonato               | 011    | Dirceu Arcoverde        |                         |
| São Raimundo Nonato               | 011    | Dom Inocêncio           |                         |
| São Raimundo Nonato               | 011    | Fartura do Piauí        |                         |
| São Raimundo Nonato               | 011    | Guaribas                |                         |
| São Raimundo Nonato               | 011    | Jurema                  |                         |
| São Raimundo Nonato               | 011    | Pajeú do Piauí          |                         |
| São Raimundo Nonato               | 011    | São Braz do Piauí       |                         |
| São Raimundo Nonato               | 011    | São Lourenço do Piauí   |                         |
| São Raimundo Nonato               | 011    | São Raimundo Nonato     |                         |
| São Raimundo Nonato               | 011    | Tamboril do Piauí       |                         |
| São Raimundo Nonato               | 011    | Várzea Branca           |                         |
| Chapadas do Extremo Sul Piauiense | 012    |                         | Avelino Lopes           |
| Chapadas do Extremo Sul Piauiense | 012    | Corrente                |                         |
| Chapadas do Extremo Sul Piauiense | 012    | Cristalândia do Piauí   |                         |
| Chapadas do Extremo Sul Piauiense | 012    | Curimatá                |                         |
| Chapadas do Extremo Sul Piauiense | 012    | Júlio Borges            |                         |
| Chapadas do Extremo Sul Piauiense | 012    | Morro Cabeça no Tempo   |                         |
| Chapadas do Extremo Sul Piauiense | 012    | Parnaguá                |                         |
| Chapadas do Extremo Sul Piauiense | 012    | Riacho Frio             |                         |
| Chapadas do Extremo Sul Piauiense | 012    | Sebastião Barros        |                         |

### Mesorregião do Sudeste Piauiense
| Microrregião       | Código | Localização                     | Municípios         |
| ------------------ | ------ | ------------------------------- | ------------------ |
| Picos              | 013    |                                 | Aroeiras do Itaim  |
| Picos              | 013    | Bocaina                         |                    |
| Picos              | 013    | Cajazeiras do Piauí             |                    |
| Picos              | 013    | Colônia do Piauí                |                    |
| Picos              | 013    | Dom Expedito Lopes              |                    |
| Picos              | 013    | Geminiano                       |                    |
| Picos              | 013    | Ipiranga do Piauí               |                    |
| Picos              | 013    | Oeiras                          |                    |
| Picos              | 013    | Paquetá                         |                    |
| Picos              | 013    | Picos                           |                    |
| Picos              | 013    | Santa Cruz do Piauí             |                    |
| Picos              | 013    | Santa Rosa do Piauí             |                    |
| Picos              | 013    | Santana do Piauí                |                    |
| Picos              | 013    | São João da Canabrava           |                    |
| Picos              | 013    | São João da Varjota             |                    |
| Picos              | 013    | São José do Piauí               |                    |
| Picos              | 013    | São Luís do Piauí               |                    |
| Picos              | 013    | Sussuapara                      |                    |
| Picos              | 013    | Tanque do Piauí                 |                    |
| Picos              | 013    | Wall Ferraz                     |                    |
| Pio IX             | 014    |                                 | Alagoinha do Piauí |
| Pio IX             | 014    | Alegrete do Piauí               |                    |
| Pio IX             | 014    | Francisco Santos                |                    |
| Pio IX             | 014    | Monsenhor Hipólito              |                    |
| Pio IX             | 014    | Pio IX                          |                    |
| Pio IX             | 014    | Santo Antônio de Lisboa         |                    |
| Pio IX             | 014    | São Julião                      |                    |
| Alto Médio Canindé | 015    |                                 | Acauã              |
| Alto Médio Canindé | 015    | Bela Vista do Piauí             |                    |
| Alto Médio Canindé | 015    | Belém do Piauí                  |                    |
| Alto Médio Canindé | 015    | Betânia do Piauí                |                    |
| Alto Médio Canindé | 015    | Caldeirão Grande do Piauí       |                    |
| Alto Médio Canindé | 015    | Campinas do Piauí               |                    |
| Alto Médio Canindé | 015    | Campo Alegre do Fidalgo         |                    |
| Alto Médio Canindé | 015    | Campo Grande do Piauí           |                    |
| Alto Médio Canindé | 015    | Capitão Gervásio Oliveira       |                    |
| Alto Médio Canindé | 015    | Caridade do Piauí               |                    |
| Alto Médio Canindé | 015    | Conceição do Canindé            |                    |
| Alto Médio Canindé | 015    | Curral Novo do Piauí            |                    |
| Alto Médio Canindé | 015    | Floresta do Piauí               |                    |
| Alto Médio Canindé | 015    | Francisco Macedo                |                    |
| Alto Médio Canindé | 015    | Fronteiras                      |                    |
| Alto Médio Canindé | 015    | Isaías Coelho                   |                    |
| Alto Médio Canindé | 015    | Itainópolis                     |                    |
| Alto Médio Canindé | 015    | Jacobina do Piauí               |                    |
| Alto Médio Canindé | 015    | Jaicós                          |                    |
| Alto Médio Canindé | 015    | João Costa                      |                    |
| Alto Médio Canindé | 015    | Lagoa do Barro do Piauí         |                    |
| Alto Médio Canindé | 015    | Marcolândia                     |                    |
| Alto Médio Canindé | 015    | Massapê do Piauí                |                    |
| Alto Médio Canindé | 015    | Nova Santa Rita                 |                    |
| Alto Médio Canindé | 015    | Padre Marcos                    |                    |
| Alto Médio Canindé | 015    | Paes Landim                     |                    |
| Alto Médio Canindé | 015    | Patos do Piauí                  |                    |
| Alto Médio Canindé | 015    | Paulistana                      |                    |
| Alto Médio Canindé | 015    | Pedro Laurentino                |                    |
| Alto Médio Canindé | 015    | Queimada Nova                   |                    |
| Alto Médio Canindé | 015    | Ribeira do Piauí                |                    |
| Alto Médio Canindé | 015    | Santo Inácio do Piauí           |                    |
| Alto Médio Canindé | 015    | São Francisco de Assis do Piauí |                    |
| Alto Médio Canindé | 015    | São João do Piauí               |                    |
| Alto Médio Canindé | 015    | Simões                          |                    |
| Alto Médio Canindé | 015    | Simplício Mendes                |                    |
| Alto Médio Canindé | 015    | Socorro do Piauí                |                    |
| Alto Médio Canindé | 015    | Vera Mendes                     |                    |
| Alto Médio Canindé | 015    | Vila Nova do Piauí              |                    |